# Codex Pray

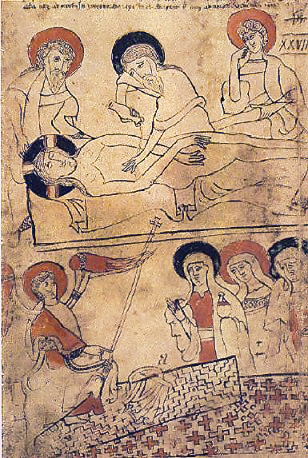
Codex Pray, Budapest, Darstellung aus dem späten 12. Jahrhundert. Man beachte die über den Geschlechtsteilen gefalteten Hände Jesu Christi, die sich ansonsten in mittelalterlichen Darstellungen nicht finden.

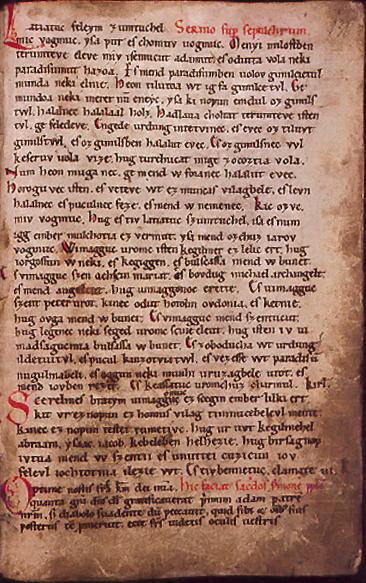
32-zeilige Trauerrede auf Ungarisch

Der Codex Pray, verwirrenderweise auch häufig Pray Codex genannt, ist eine kleine, aber wichtige Ansammlung hochmittelalterlicher Manuskripte und Zeichnungen zu christlichen Themen. Einige Seiten und Buchmalereien stammen noch aus dem späten 12. Jahrhundert, andere bereits aus dem frühen 13. Jahrhundert. Der Codex Pray ist eines der wichtigsten Dokumente, die im Budapester Nationalmuseum aufbewahrt werden.
Die Handschrift wurde nach György Pray benannt.